# Колумбия на летних Олимпийских играх 2024

## Медали
| Медаль  | Спортсмен(ы)     | Вид спорта            | Дисциплина  | Дата       |
| ------- | ---------------- | --------------------- | ----------- | ---------- |
| Серебро | Анхель Барахас   | Спортивная гимнастика | Перекладина | 5 августа  |
| Серебро | Йейсон Лопес     | Тяжёлая атлетика      | До 89 кг    | 9 августа  |
| Серебро | Мари Санчес      | Тяжёлая атлетика      | До 71 кг    | 9 августа  |
| Бронза  | Татьяна Рентерия | Вольная борьба        | До 76 кг    | 11 августа |

| Вид спорта            | 1 | 2 | 3 | Всего |
| Тяжёлая атлетика      | 0 | 2 | 0 | 2     |
| Гимнастика спортивная | 0 | 1 | 0 | 1     |
| Борьба                | 0 | 0 | 1 | 1     |
| Всего                 | 0 | 3 | 1 | 4     |

| Медали по датам | Медали по датам | Медали по датам | Медали по датам | Медали по датам | Медали по датам |
| --------------- | --------------- | --------------- | --------------- | --------------- | --------------- |
| Дата            | 1               | 2               | 3               |                 |                 |
| 5 августа       | 0               | 1               | 0               | 1               |                 |
| 9 августа       | 0               | 2               | 0               | 2               |                 |
| 11 августа      | 0               | 0               | 1               | 1               |                 |
| Всего           | 0               | 3               | 1               | 4               |                 |

| Медали по полу | Медали по полу | Медали по полу | Медали по полу | Медали по полу |
| -------------- | -------------- | -------------- | -------------- | -------------- |
| Пол            | 1              | 2              | 3              | Всего          |
| Мужчины        | 0              | 2              | 0              | 2              |
| Женщины        | 0              | 1              | 1              | 2              |
| Микст          | 0              | 0              | 0              | 0              |
| Всего          | 0              | 3              | 1              | 4              |

## Квалификация
| № п/п | Вид спорта                  | Мужчины        | Мужчины                | Женщины        | Женщины                | Всего          | Всего                  |
| № п/п | Вид спорта                  | Завоевано квот | Количество спортсменов | Завоевано квот | Количество спортсменов | Завоевано квот | Количество спортсменов |
| ----- | --------------------------- | -------------- | ---------------------- | -------------- | ---------------------- | -------------- | ---------------------- |
| 1     | Бокс                        | 1              | 1                      | 4              | 4                      | 5              | 5                      |
| 2     | Борьба                      | 2              | 2                      | 2              | 2                      | 4              | 4                      |
| 3     | Велоспорт                   | 12             | 9                      | 8              | 6                      | 20             | 15                     |
| 4     | Спортивная гимнастика       | 1              | 1                      | 1              | 1                      | 2              | 2                      |
| 5     | Гольф                       | 2              | 2                      | 1              | 1                      | 3              | 3                      |
| 6     | Гребля на байдарках и каноэ |                |                        | 1              | 1                      | 1              | 1                      |
| 7     | Дзюдо                       |                |                        | 1              | 1                      | 1              | 1                      |
| 8     | Конный спорт                | 1              | 1                      |                |                        | 1              | 1                      |
| 9     | Лёгкая атлетика             | 6              | 8                      | 9              | 10                     | 17             | 18                     |
| 10    | Парусный спорт              | 1              | 1                      |                |                        | 1              | 1                      |
| 11    | Плавание                    | 1              | 1                      | 1              | 1                      | 2              | 2                      |
| 12    | Прыжки в воду               | 3              | 3                      |                |                        | 3              | 3                      |
| 13    | Прыжки на батуте            | 1              | 1                      |                |                        | 1              | 1                      |
| 14    | Скейтбординг                | 1              | 1                      |                |                        | 1              | 1                      |
| 15    | Стрельба из лука            | 4              | 3                      | 1              | 1                      | 5              | 4                      |
| 16    | Теннис                      |                |                        | 1              | 1                      | 1              | 1                      |
| 17    | Триатлон                    |                |                        | 1              | 1                      | 1              | 1                      |
| 18    | Тяжёлая атлетика            | 2              | 2                      | 2              | 2                      | 4              | 4                      |
| 19    | Фехтование                  | 1              | 1                      |                |                        | 1              | 1                      |
| 20    | Футбол                      |                |                        | 1              | 19                     | 1              | 19                     |
|       | ИТОГО                       | 39             | 37                     | 34             | 51                     | 75             | 88                     |

## Состав команды
Бокс
1. Йилмар Гонсалес[англ.]
2. Ингрит Валенсия[англ.]
3. Йени Ариас[англ.]
4. Валериа Арболеда[англ.]
5. Энджи Вальдес[англ.]

 Борьба
Вольная борьба
1. Алиссон Кардосо
2. Татьяна Рентерия

Греко-римская борьба
1. Хаир Куэро
2. Карлос Муньос

Велоспорт
 Шоссейный велоспорт
1. Сантьяго Буитраго
2. Даниэль Мартинес
3. Паула Патиньо[англ.]

 Трековый велоспорт
1. Кевин Кинтеро[англ.]
2. Кристиан Ортега[англ.]
3. Фернандо Гавирия
4. Марта Байона[англ.]
5. Стефани Куадрадо[англ.]

 Маунтинбайк
1. Диего Ариас[англ.]

 BMX
BMX-гонки
1. Матео Кармона[англ.]
2. Диего Арболеда[англ.]
3. Карлос Рамирес[англ.]
4. Габриэла Болле[англ.]
5. Мариана Пахон

BMX-фристайл
1. Квин Сарай Вильегас[англ.]

Гимнастика
 Спортивная гимнастика
1. Анхель Барахас
2. Луиза Бланко[англ.]

 Гольф
1. Камило Виллегас[англ.]
2. Нико Эчаваррия[англ.]
3. Марияжо Урибе[англ.]

Гребля на байдарках и каноэ
 Гребля на гладкой воде
1. Мануэла Гомес Санчес[англ.]

 Дзюдо
1. Эрика Лассо[англ.]

 Конный спорт
1. Рене Лопес[англ.]

 Лёгкая атлетика
1. Ронал Лонга[англ.]
2. Джонни Рентерия[англ.]
3. Антони Самбрано
4. Эррера, Сеcар[англ.]
5. Ромеро, Матео[англ.]
6. Арновис Дальмеро[англ.]
7. Хейнер Морено[англ.]
8. Маурисио Ортега
9. Эвелис Агилар[англ.]
10. Лина Ликона[англ.]
11. Анхие Орхуэла[англ.]
12. Сандра Аренас
13. Лаура Чаларка[англ.]
14. Наталия Линарес[англ.]
15. Майра Гавирия[англ.]
16. Флор Руис
17. Мария Луселли Мурильо[англ.]
18. Марта Араухо[англ.]

 Парусный спорт
1. Виктор Боланьос[англ.]

 Плавание
1. Антони Ринкон[англ.]
2. Стефания Гомес[англ.]

 Прыжки в воду
1. Даниэль Рестрепо[англ.]
2. Луис Урибе[англ.]
3. Алехандро Соларте[англ.]

 Прыжки на батуте
1. Анхель Эрнандес[англ.]

 Скейтбординг
1. Хуанкарлос Гонсалес[англ.]

 Стрельба из лука
1. Сантьяго Арсила[англ.]
2. Хорхе Энрикес[англ.]
3. Андрес Эрнандес Вера[англ.]
4. Ана Рендон

 Теннис
1. Камила Осорио

 Триатлон
1. Каролина Веласкес[англ.]

 Тяжёлая атлетика
1. Луис Хавьер Москера
2. Йейсон Лопес
3. Енни Альварес
4. Мари Санчес

 Фехтование
1. Джон Эдисон Родригес[англ.]

 Футбол
1. Каталина Перес[англ.]
2. Мануэла Ванегас[англ.]
3. Даниела Ариас[англ.]
4. Даниела Каракас[англ.]
5. Йирлейдис Минота[англ.]
6. Даниела Монтойя[англ.]
7. Мануэла Пави[англ.]
8. Марсела Рестрепо[англ.]
9. Майра Рамирес
10. Лейси Сантос[англ.]
11. Каталина Усме
12. Катерине Тапиа[англ.]
13. Илана Искиердо[англ.]
14. Анхела Барон[англ.]
15. Лиана Саласар[англ.]
16. Хорелин Карабали[англ.]
17. Каролина Ариас[англ.]
18. Линда Кайседо
19. Сандра Сепульведа[англ.]

## Бокс
Колумбия завоевала три места в женский турнир по боксу на Панамериканских играх 2023 года в Сантьяго, Чили и по одному месту в мужской и женский турниры на Первом мировом квалификационном турнире 2024 года в Бусто-Арсицио, Италия.
| Спортсмен        | Категория     | 1/16 финала               | 1/8 финала              | Четвертьфиналы            | Полуфиналы            | Финал                 | Финал                 |
| Спортсмен        | Категория     | Соперник Результат        | Соперник Результат      | Соперник Результат        | Соперник Результат    | Соперник Результат    | Место                 |
| ---------------- | ------------- | ------------------------- | ----------------------- | ------------------------- | --------------------- | --------------------- | --------------------- |
| Йилмар Гонсалес  | Мужчины 57 кг | —                         | JPNСюдаи Харада П 0–5   | завершил выступление      | завершил выступление  | завершил выступление  | завершил выступление  |
| Ингрит Валенсия  | Женщины 50 кг | MGLЕсугэн Оюунцэцэг В 5–0 | AUSМоник Сурачи В 5–0   | KAZНазым Кызайбай П 1–4   | завершила выступление | завершила выступление | завершила выступление |
| Йени Ариас       | Женщины 54 кг | —                         | INDПрити Павар В 3–2    | KORИм Э Джи П 2–3         | завершила выступление | завершила выступление | завершила выступление |
| Валериа Арболеда | Женщины 57 кг | —                         | CHNСюй Цзычунь П 2–3    | завершила выступление     | завершила выступление | завершила выступление | завершила выступление |
| Энджи Вальдес    | Женщины 60 кг | —                         | KOSДоньета Садику В 3–2 | IRLКелли Харрингтон П 0–5 | завершила выступление | завершила выступление | завершила выступление |

## Борьба
Колумбия завоевала одно место в женский турнир по вольной борьбе на Чемпионате мира по борьбе 2023 года в Белграде, Сербия и два места в турнир по греко-римской борьбе и одно место в женский турнир по вольной борьбе на Панамериканском квалификационном турнире 2024 года в Акапулько, Мексика.
Вольная борьба
| Спортсмен        | Категория        | 1/8 финала             | Четвертьфиналы                 | Полуфиналы            | Утеш.поединки         | Финал / За 3 место      | Финал / За 3 место |
| Спортсмен        | Категория        | Соперник Результат     | Соперник Результат             | Соперник Результат    | Соперник Результат    | Соперник Результат      | Место              |
| ---------------- | ---------------- | ---------------------- | ------------------------------ | --------------------- | --------------------- | ----------------------- | ------------------ |
| Алиссон Кардосо  | Женщины до 50 кг | LTUГабия Дилите П 0–6  | завершила выступление          | завершила выступление | завершила выступление | завершила выступление   | 12                 |
| Татьяна Рентерия | Женщины до 76 кг | TUNЗайнеб Сгайер В 8–4 | MGLЭнх-Амарын Даваанасан В 6–3 | JPNЮка Кагами П 2–4   | —                     | ECUХенесис Реаско В 2–1 | 3                  |

Греко-римская борьба
| Спортсмен     | Категория        | 1/8 финала               | Четвертьфиналы     | Полуфиналы         | Утеш.поединки             | Финал / За 3 место   | Финал / За 3 место |
| Спортсмен     | Категория        | Соперник Результат       | Соперник Результат | Соперник Результат | Соперник Результат        | Соперник Результат   | Место              |
| ------------- | ---------------- | ------------------------ | ------------------ | ------------------ | ------------------------- | -------------------- | ------------------ |
| Хаир Куэро    | Мужчины до 77 кг | KAZДемеу Жадраев П 0–9   | —                  | —                  | KGZАкжол Махмудов П 0–9   | завершил выступление | 15                 |
| Карлос Муньос | Мужчины до 87 кг | IRIАлиреза Мохмади П 0–9 | —                  | —                  | POLАркадиуш Кулинич П 1–3 | завершил выступление | 15                 |

## Велоспорт

### Шоссейные велогонки
Колумбия получила по рейтингу UCI два места в мужской и одно в женской групповых гонках на шоссе, а также одно место в мужской индивидуальной гонке с раздельным стартом. 
Мужчины
| Спортсмен         | Дисциплина                 | Время   | Место |
| ----------------- | -------------------------- | ------- | ----- |
| Сантьяго Буитраго | Групповая гонка            | 6:21.49 | 19    |
| Даниэль Мартинес  | Групповая гонка            | 6:21.54 | 25    |
| Даниэль Мартинес  | Гонка с раздельным стартом | DNS     | DNS   |

Женщины
| Спортсмен     | Дисциплина      | Время   | Место |
| ------------- | --------------- | ------- | ----- |
| Паула Патиньо | Групповая гонка | 4:07.16 | 50    |

### Велотрек
Колумбия завоевала в соответствии с олимпийским рейтингом UCI по четыре квоты в различные дисциплины велотрека.
Спринт
| Спортсмен        | Дисциплина | Квалификация | Квалификация | 1/32 финала          | Утеш. 1/32                                      | 1/16 финала           | Утеш. 1/16            | 1/8 финала            | Утеш. 1/8                        | Четвертьфиналы         | Полуфиналы            | Финал / За 3 место                                             | Финал / За 3 место    |
| Спортсмен        | Дисциплина | Время        | Место        | Соперник Результат   | Соперник Результат                              | Соперник Результат    | Соперник Результат    | Соперник Результат    | Соперник Результат               | Соперник Результат     | Соперник Результат    | Соперник Результат                                             | Место                 |
| ---------------- | ---------- | ------------ | ------------ | -------------------- | ----------------------------------------------- | --------------------- | --------------------- | --------------------- | -------------------------------- | ---------------------- | --------------------- | -------------------------------------------------------------- | --------------------- |
| Кевин Кинтеро    | Мужчины    | 9,669        | 25           | завершил выступление | завершил выступление                            | завершил выступление  | завершил выступление  | завершил выступление  | завершил выступление             | завершил выступление   | завершил выступление  | завершил выступление                                           | завершил выступление  |
| Кристиан Ортега  | Мужчины    | 9,426        | 12 Q         | FRAРайан Элаль В     | —                                               | GBRДжек Карлин П      | JPNЮта Обара П        | завершил выступление  | завершил выступление             | завершил выступление   | завершил выступление  | завершил выступление                                           | завершил выступление  |
| Марта Байона     | Женщины    | 10,411       | 13 Q         | CANЛорьян Жене В     | —                                               | FRAМатильда Гро П     | MEXДаниэла Гаксиола В | GERЛеа Фридрих П      | FRAМатильда Гро NZLШане Фултон В | GBRЭмма Финукейн П 0–2 | —                     | За 5-8 места GBRСофи Кейпвелл GERЭмма Хинце CANКелси Митчелл П | 7                     |
| Стефани Куадрадо | Женщины    | 10,508       | 15 Q         | CANКелси Митчелл П   | FRAТаки Мари-Дивин Куаме POLМарлена Карвацкая П | завершила выступление | завершила выступление | завершила выступление | завершила выступление            | завершила выступление  | завершила выступление | завершила выступление                                          | завершила выступление |

Кейрин
| Спортсмен        | Дисциплина | Раунд 1 | Утеш. | Четвертьфиналы       | Полуфиналы           | Финал                |
| Спортсмен        | Дисциплина | Место   | Место | Место                | Место                | Место                |
| ---------------- | ---------- | ------- | ----- | -------------------- | -------------------- | -------------------- |
| Кевин Кинтеро    | Мужчины    | 2 Q     | —     | 6                    | завершил выступление | завершил выступление |
| Кристиан Ортега  | Мужчины    | 3 R     | 2 Q   | 3 Q                  | 4 Q FB               | 7                    |
| Марта Байона     | Женщины    | 6 R     | 4     | завершил выступление | завершил выступление | завершил выступление |
| Стефани Куадрадо | Женщины    | 5 R     | 4     | завершил выступление | завершил выступление | завершил выступление |

Омниум
| Спортсмен        | Дисциплина | Скрэтч | Скрэтч | Темповая гонка | Темповая гонка | Гонка с выбыванием | Гонка с выбыванием | Гонка по очкам | Гонка по очкам | Всего | Всего |
| Спортсмен        | Дисциплина | Очки   | Место  | Очки           | Место          | Очки               | Место              | Очки           | Место          | Очки  | Место |
| ---------------- | ---------- | ------ | ------ | -------------- | -------------- | ------------------ | ------------------ | -------------- | -------------- | ----- | ----- |
| Фернандо Гавирия | Мужчины    | 2      | 20     | 14             | 14             | 26                 | 8                  | 0              | 16             | 42    | 17    |

### Маунтинбайк
Колумбия завоевала по одному месту в мужские соревнования по маунтинбайку по итогам Чемпионата мира по маунтинбайку 2023 года.
| Спортсмен   | Категория | Время   | Место |
| ----------- | --------- | ------- | ----- |
| Диего Ариас | Мужчины   | 1:35.13 | 31    |

### BMX
BMX-гонки
Колумбия завоевала по три месту в мужские и два в женские соревнования в соответствии с Олимпийским квалификационным рейтингом UCI.
| Спортсмен      | Дисциплина | Четвертьфиналы | Четвертьфиналы | Утеш. заезд | Утеш. заезд | Полуфиналы           | Полуфиналы           | Финал                 | Финал                 |
| Спортсмен      | Дисциплина | Баллы          | Место          | Результат   | Место       | Баллы                | Место                | Результат             | Место                 |
| -------------- | ---------- | -------------- | -------------- | ----------- | ----------- | -------------------- | -------------------- | --------------------- | --------------------- |
| Матео Кармона  | Мужчины    | 11             | 9 Q            | —           | —           | 10                   | 6 Q                  | 33,166                | 6                     |
| Диего Арболеда | Мужчины    | 13             | 11 Q           | —           | —           | 18                   | 12                   | завершил выступление  | завершил выступление  |
| Карлос Рамирес | Мужчины    | 16             | 16 q           | DNF         | 8           | завершил выступление | завершил выступление | завершил выступление  | завершил выступление  |
| Габриэла Болле | Женщины    | 16             | 13 q           | 37,373      | 3 Q         | 19                   | 14                   | завершила выступление | завершила выступление |
| Мариана Пахон  | Женщины    | 16             | 14 q           | 36,015      | 1 Q         | 15                   | 9                    | завершила выступление | завершила выступление |

BMX-Фристайл
Колумбия завоевала одно место в женские соревнования по BMX-фристайлу по итогам Чемпионата мира по BMX-фристайлу 2023 года в Глазго, Великобритания.
| Спортсмен           | Категория | Квалификация | Квалификация | Квалификация | Квалификация | Финал   | Финал   | Финал       | Финал |
| Спортсмен           | Категория | 1 заезд      | 2 заезд      | Средний балл | Место        | 1 заезд | 2 заезд | Лучший балл | Место |
| ------------------- | --------- | ------------ | ------------ | ------------ | ------------ | ------- | ------- | ----------- | ----- |
| Квин Сарай Вильегас | Женщины   | 81,60        | 87,25        | 84,42        | 6 Q          | 64,80   | 88,00   | 88,00       | 4     |

## Гимнастика спортивная
Колумбия завоевала одну индивидуальную квоту на участие в мужском многоборье по итогам Серии этапов Кубка мира 2024 года и одну индивидуальную квоту на участие в женском многоборье по итогам Панамериканских игр 2023 года в Сантьяго, Чили.

### Мужчины
| Спортсмен      | Дисциплина          | Квалификация | Квалификация | Квалификация | Квалификация | Квалификация | Квалификация | Квалификация | Квалификация | Финал                | Финал                | Финал                | Финал                | Финал                | Финал                | Финал                | Финал                |
| Спортсмен      | Дисциплина          | Снаряды      | Снаряды      | Снаряды      | Снаряды      | Снаряды      | Снаряды      | Всего        | Место        | Снаряды              | Снаряды              | Снаряды              | Снаряды              | Снаряды              | Снаряды              | Всего                | Место                |
| Спортсмен      | Дисциплина          | В            | КН           | КО           | ОП           | ПБ           | П            | Всего        | Место        | В                    | КН                   | КО                   | ОП                   | ПБ                   | П                    | Всего                | Место                |
| -------------- | ------------------- | ------------ | ------------ | ------------ | ------------ | ------------ | ------------ | ------------ | ------------ | -------------------- | -------------------- | -------------------- | -------------------- | -------------------- | -------------------- | -------------------- | -------------------- |
| Анхель Барахас | Параллельные брусья | —            | —            | —            | —            | 14,700       | —            | —            | 14           | завершил выступление | завершил выступление | завершил выступление | завершил выступление | завершил выступление | завершил выступление | завершил выступление | завершил выступление |
| Анхель Барахас | Перекладина         | —            | —            | —            | —            | —            | 14,466       | —            | 6            | —                    | —                    | —                    | —                    | —                    | 14,533               | 14,533               | 2                    |

### Женщины
| Спортсмен    | Дисциплина          | Квалификация | Квалификация | Квалификация | Квалификация | Квалификация | Квалификация | Финал                 | Финал                 | Финал                 | Финал                 | Финал                 | Финал                 |
| Спортсмен    | Дисциплина          | Снаряды      | Снаряды      | Снаряды      | Снаряды      | Всего        | Место        | Снаряды               | Снаряды               | Снаряды               | Снаряды               | Всего                 | Место                 |
| Спортсмен    | Дисциплина          | ОП           | РБ           | Б            | В            | Всего        | Место        | ОП                    | РБ                    | Б                     | В                     | Всего                 | Место                 |
| ------------ | ------------------- | ------------ | ------------ | ------------ | ------------ | ------------ | ------------ | --------------------- | --------------------- | --------------------- | --------------------- | --------------------- | --------------------- |
| Луиза Бланко | Многоборье          | 13,466       | 12,833       | 12,766       | 12,633       | 51,698       | 30 Q         | 13,500                | 11,133                | 12,866                | 12,700                | 50,199                | 23                    |
| Луиза Бланко | Разновысокие брусья | —            | 12,833       | —            | —            | —            | 48           | завершила выступление | завершила выступление | завершила выступление | завершила выступление | завершила выступление | завершила выступление |
| Луиза Бланко | Бревно              | —            | —            | 12,766       | —            | —            | 42           | завершила выступление | завершила выступление | завершила выступление | завершила выступление | завершила выступление | завершила выступление |
| Луиза Бланко | Вольные упражнения  | —            | —            | —            | 12,633       | —            | 42           | завершила выступление | завершила выступление | завершила выступление | завершила выступление | завершила выступление | завершила выступление |

## Гольф
Колумбия получила два места в мужские и одно место в женские соревнования по гольфу в соответствии с рейтингом IGF.
| Сопртсмен       | Категория | Раунд 1 | Раунд 2 | Раунд 3 | Раунд 4 | Итого | Итого | Итого |
| Сопртсмен       | Категория | Счет    | Счет    | Счет    | Счет    | Счет  | К пар | Место |
| --------------- | --------- | ------- | ------- | ------- | ------- | ----- | ----- | ----- |
| Камило Виллегас | Мужчины   | 76      | 74      | 72      | 71      | 293   | +9    | 57    |
| Нико Эчаваррия  | Мужчины   | 74      | 69      | 71      | 68      | 282   | −2    | =35   |
| Марияжо Урибе   | Женщины   | 70      | 70      | 71      | 73      | 284   | −4    | =10   |

## Гребля на байдарках и каноэ

### Гладкая вода
Колумбия завоевала право выставить одну лодку в соревнованиях по гребле на байдарках и каноэ на гладкой воде по результатам Панамериканской квалификационной регаты 2024 года в Сарасоте, США.
Женщины
| Спортсмен            | Дисциплина           | Заезды | Заезды | Четвертьфиналы | Четвертьфиналы | Полуфиналы            | Полуфиналы            | Финалы                | Финалы                |
| Спортсмен            | Дисциплина           | Время  | Место  | Время          | Место          | Время                 | Место                 | Время                 | Место                 |
| -------------------- | -------------------- | ------ | ------ | -------------- | -------------- | --------------------- | --------------------- | --------------------- | --------------------- |
| Мануэла Гомес Санчес | Каноэ-одиночка 200 м | 49,87  | 6 QF   | 49,54          | 4              | завершила выступление | завершила выступление | завершила выступление | завершила выступление |

## Дзюдо
Колумбия получила по рейтингу IJF одно место в женских соревнованиях.
| Спортсмен   | Категория        | 1/16 финала             | 1/8 финала            | Четвертьфиналы        | Полуфиналы            | Утеш. поединки        | Финал / За 3 место    | Финал / За 3 место    |
| Спортсмен   | Категория        | Соперник Результат      | Соперник Результат    | Соперник Результат    | Соперник Результат    | Соперник Результат    | Соперник Результат    | Место                 |
| ----------- | ---------------- | ----------------------- | --------------------- | --------------------- | --------------------- | --------------------- | --------------------- | --------------------- |
| Эрика Лассо | Женщины до 48 кг | TPEЛинь Чен-хао П 00–10 | завершила выступление | завершила выступление | завершила выступление | завершила выступление | завершила выступление | завершила выступление |

## Конный спорт
Колумбия получила одно место в личные соревнования по конкуру в соответствии с олимпийским рейтингом FEI.

### Конкур
| Спортсмен  | Лошадь                 | Дисциплина    | Квалификация | Квалификация | Квалификация | Финал                | Финал                | Финал                |
| Спортсмен  | Лошадь                 | Дисциплина    | Штраф        | Время        | Место        | Штраф                | Время                | Место                |
| ---------- | ---------------------- | ------------- | ------------ | ------------ | ------------ | -------------------- | -------------------- | -------------------- |
| Рене Лопес | Kheros Van'T Hoogeinde | Личный турнир | 39           | 97,59        | 66           | завершил выступление | завершил выступление | завершил выступление |

## Легкая атлетика
Колумбийские легкоатлеты выполнили нормативы для участия в Играх 2024 года, пройдя прямую квалификацию или по мировому рейтингу, в следующих соревнованиях (максимум по 3 спортсмена в каждом):
Беговые дисциплины
Мужчины
| Спортсмен       | Дисциплина | Забеги    | Забеги | Утеш. забеги | Утеш. забеги | Полуфиналы           | Полуфиналы           | Финал                | Финал                |
| Спортсмен       | Дисциплина | Результат | Место  | Результат    | Место        | Результат            | Место                | Результат            | Место                |
| --------------- | ---------- | --------- | ------ | ------------ | ------------ | -------------------- | -------------------- | -------------------- | -------------------- |
| Ронал Лонга     | 100 м      | 10,29     | 7      | —            | —            | завершил выступление | завершил выступление | завершил выступление | завершил выступление |
| Джонни Рентерия | 100 м      | 10,38     | 8      | —            | —            | завершил выступление | завершил выступление | завершил выступление | завершил выступление |
| Антони Самбрано | 400 м      | 45,49     | 7 R    | DNS          | DNS          | завершил выступление | завершил выступление | завершил выступление | завершил выступление |

Женщины
| Спортсмен     | Дисциплина   | Забеги    | Забеги | Утеш. забеги | Утеш. забеги | Полуфиналы            | Полуфиналы            | Финал                 | Финал                 |
| Спортсмен     | Дисциплина   | Результат | Место  | Результат    | Место        | Результат             | Место                 | Результат             | Место                 |
| ------------- | ------------ | --------- | ------ | ------------ | ------------ | --------------------- | --------------------- | --------------------- | --------------------- |
| Эвелис Агилар | 400 м        | 53,36     | 7 R    | 52,86        | 7            | завершила выступление | завершила выступление | завершила выступление | завершила выступление |
| Лина Ликона   | 400 м        | 51,85     | 6 R    | 51,90        | 4            | завершила выступление | завершила выступление | завершила выступление | завершила выступление |
| Анхие Орхуэла | Марафон      | —         | —      | —            | —            | —                     | —                     | 2:42.57               | 75                    |
| Сандра Аренас | Ходьба 20 км | —         | —      | —            | —            | —                     | —                     | 1:27.03 NR            | 4                     |

Микст
| Спортсмен                   | Дисциплина      | Забеги    | Забеги | Финал     | Финал |
| Спортсмен                   | Дисциплина      | Результат | Место  | Результат | Место |
| --------------------------- | --------------- | --------- | ------ | --------- | ----- |
| Эррера, Сеcар Лаура Чаларка | Ходьба эстафета | —         | —      | 3:03.56   | 19    |
| Ромеро, Матео Сандра Аренас | Ходьба эстафета | —         | —      | 2:57.54   | 12    |

Технические дисциплины
Мужчины
| Спортсмен        | Дисциплина     | Полуфиналы | Полуфиналы | Финал                | Финал                |
| Спортсмен        | Дисциплина     | Результат  | Место      | Результат            | Место                |
| ---------------- | -------------- | ---------- | ---------- | -------------------- | -------------------- |
| Арновис Дальмеро | Прыжки в длину | 7,92       | 10 q       | 7,83                 | 11                   |
| Хейнер Морено    | Тройной прыжок | 16,40      | 23         | завершил выступление | завершил выступление |
| Маурисио Ортега  | Метание диска  | 61,97      | 18         | завершил выступление | завершил выступление |

Женщины
| Спортсмен             | Дисциплина     | Полуфиналы | Полуфиналы | Финал                 | Финал                 |
| Спортсмен             | Дисциплина     | Результат  | Место      | Результат             | Место                 |
| --------------------- | -------------- | ---------- | ---------- | --------------------- | --------------------- |
| Наталия Линарес       | Прыжки в длину | 6,40       | 22         | завершила выступление | завершила выступление |
| Майра Гавирия         | Метание молота | NM         | NM         | завершила выступление | завершила выступление |
| Флор Руис             | Метание копья  | 64,40      | 3 Q        | 63,00                 | 5                     |
| Мария Луселли Мурильо | Метание копья  | 60,38      | 16         | завершила выступление | завершила выступление |

Комбинированные дисциплины – Семиборье
| Спортсмен    | Вид       | 100 м | ВЫ   | ЯД    | 200 м | ДЛ   | КО    | 800 м   | Сумма   | Место |
| ------------ | --------- | ----- | ---- | ----- | ----- | ---- | ----- | ------- | ------- | ----- |
| Марта Араухо | Результат | 13,15 | 1,71 | 14,15 | 24,46 | 6,61 | 45,67 | 2.17,55 | 6386 AR | =7    |
| Марта Араухо | Баллы     | 1102  | 867  | 804   | 937   | 1043 | 776   | 857     | 6386 AR | =7    |

## Парусный спорт
Колумбия завоевала право выставить одну лодку (яхту) по результатам Панамериканских играх 2023 года в Чили.
Гонки с выбыванием
| Спортсмен       | Дисциплина           | Открытые серии | Открытые серии | Открытые серии | Открытые серии | Открытые серии | Открытые серии | Открытые серии | Открытые серии | Открытые серии | Открытые серии | Открытые серии | Открытые серии | Открытые серии | Открытые серии | Открытые серии | Открытые серии | Открытые серии | Открытые серии | 1/4 финала           | Полуфинал            | Полуфинал            | Полуфинал            | Полуфинал            | Полуфинал            | Полуфинал            | Полуфинал            | Полуфинал            | Финал                | Финал                | Финал                | Финал                | Финал                | Финал                | Финал                | Финал                |
| Спортсмен       | Дисциплина           | 1              | 2              | 3              | 4              | 5              | 6              | 7              | 8              | 9              | 10             | 11             | 12             | 13             | 14             | 15             | 16             | Сумма          | Место          | Место                | 1                    | 2                    | 3                    | 4                    | 5                    | 6                    | Всего побед          | Место                | 1                    | 2                    | 3                    | 4                    | 5                    | 6                    | Всего побед          | Место                |
| --------------- | -------------------- | -------------- | -------------- | -------------- | -------------- | -------------- | -------------- | -------------- | -------------- | -------------- | -------------- | -------------- | -------------- | -------------- | -------------- | -------------- | -------------- | -------------- | -------------- | -------------------- | -------------------- | -------------------- | -------------------- | -------------------- | -------------------- | -------------------- | -------------------- | -------------------- | -------------------- | -------------------- | -------------------- | -------------------- | -------------------- | -------------------- | -------------------- | -------------------- |
| Виктор Боланьос | Мужчины Формула Кайт | 18             | 20             | 17             | 18             | 18             | 12             | 15             | отменены       | отменены       | отменены       | отменены       | отменены       | отменены       | отменены       | отменены       | отменены       | 80             | 20             | завершил выступление | завершил выступление | завершил выступление | завершил выступление | завершил выступление | завершил выступление | завершил выступление | завершил выступление | завершил выступление | завершил выступление | завершил выступление | завершил выступление | завершил выступление | завершил выступление | завершил выступление | завершил выступление | завершил выступление |

## Плавание
Колумбия получила две универсальные квоты для участия в олимпийском турнире пловцов.
| Спортсмен      | Дисциплина             | Заплывы | Заплывы | Полуфиналы            | Полуфиналы            | Финал                 | Финал                 |
| Спортсмен      | Дисциплина             | Время   | Место   | Время                 | Место                 | Время                 | Место                 |
| -------------- | ---------------------- | ------- | ------- | --------------------- | --------------------- | --------------------- | --------------------- |
| Антони Ринкон  | Мужчины 100 м на спине | 55,42   | 37      | завершил выступление  | завершил выступление  | завершил выступление  | завершил выступление  |
| Стефания Гомес | Женщины 100 м брасс    | 1.09,16 | 29      | завершила выступление | завершила выступление | завершила выступление | завершила выступление |

## Прыжки в воду
Колумбия завоевала два места на участие в личных соревнованиях на 3-метровом трамплине у мужчин по результатам Чемпионата мира по водным видам спорта 2023 года в Фукуоке, Япония и Чемпионата мира по водным видам спорта 2024 года в Дохе, Катар и одно место на участие в личных соревнованиях на 10-метровой вышке у мужчин в результате перераспределения квот.
| Спортсмен         | Дисциплина                  | Квалификация | Квалификация | Полуфинал            | Полуфинал            | Финал                | Финал                |
| Спортсмен         | Дисциплина                  | Баллы        | Место        | Баллы                | Место                | Баллы                | Место                |
| ----------------- | --------------------------- | ------------ | ------------ | -------------------- | -------------------- | -------------------- | -------------------- |
| Даниэль Рестрепо  | Мужчины 3-метровый трамплин | 361,10       | 20           | завершил выступление | завершил выступление | завершил выступление | завершил выступление |
| Луис Урибе        | Мужчины 3-метровый трамплин | 375,90       | 17 Q         | 423,80               | 10 Q                 | 421,85               | 6                    |
| Алехандро Соларте | Мужчины 10-метровая вышка   | 363,10       | 20           | завершил выступление | завершил выступление | завершил выступление | завершил выступление |

## Прыжки на батуте
Колумбия завоевала одно квотное место в соревнование мужчин по итогам Серии этапов Кубка мира 2023-2024 годов.
| Спортсмен       | Дисциплина | Квалификация | Квалификация | Финал  | Финал |
| Спортсмен       | Дисциплина | Баллы        | Место        | Баллы  | Место |
| --------------- | ---------- | ------------ | ------------ | ------ | ----- |
| Анхель Эрнандес | Мужчины    | 58,640       | 8 Q          | 53,150 | 7     |

## Скейтбординг
Колумбия получила одно место в мужские соревнования в дисциплине парк после перераспределения квот.
| Спортсмен           | Дисциплина   | Заезд | Заезд | Финал                | Финал                |
| Спортсмен           | Дисциплина   | Счет  | Место | Счет                 | Место                |
| ------------------- | ------------ | ----- | ----- | -------------------- | -------------------- |
| Хуанкарлос Гонсалес | Парк мужчины | 48,09 | 22    | завершил выступление | завершил выступление |

## Стрельба из лука
Колумбия получила право выставить команду и трех участников в личных соревнованиях мужчин на Панамериканском чемпионате по стрельбе из лука 2024 года в Медельине, Колумбия, а также одно место в женский личный турнир по результатам Панамериканских игр 2023 года в Сантьяго, Чили. Квалифицировав, как минимум, по одному участнику в женский и мужской личные турниры, Колумбия автоматически получила право на участие в миксте.
| Спортсмен                                          | Дисциплина                        | Предварительный раунд | Предварительный раунд | 1/32                  | 1/16                   | 1/8                   | Четвертьфиналы        | Полуфиналы            | Финал / За 3 место    | Финал / За 3 место    |
| Спортсмен                                          | Дисциплина                        | Результат             | Посев                 | Соперник Счет         | Соперник Счет          | Соперник Счет         | Соперник Счет         | Соперник Счет         | Соперник Счет         | Место                 |
| -------------------------------------------------- | --------------------------------- | --------------------- | --------------------- | --------------------- | ---------------------- | --------------------- | --------------------- | --------------------- | --------------------- | --------------------- |
| Сантьяго Арсила                                    | Мужчины индивидуальное первенство | 673                   | 15                    | LUXПит Кляйн В 6–4    | MDAДан Олару В 6–2     | KORКим Дже Док П 4–6  | завершил выступление  | завершил выступление  | завершил выступление  | завершил выступление  |
| Хорхе Энрикес                                      | Мужчины индивидуальное первенство | 655                   | 43                    | KAZД.Жангбирбай В 7–3 | MEXМатиас Гранде П 2–6 | завершил выступление  | завершил выступление  | завершил выступление  | завершил выступление  | завершил выступление  |
| Андрес Эрнандес Вера                               | Мужчины индивидуальное первенство | 642                   | 56                    | FRAТома Широ П 1–7    | завершил выступление   | завершил выступление  | завершил выступление  | завершил выступление  | завершил выступление  | завершил выступление  |
| Сантьяго Арсила Хорхе Энрикес Андрес Эрнандес Вера | Мужчины командное первенство      | 1970                  | 11                    | —                     | —                      | Турция · П 4–5        | завершили выступление | завершили выступление | завершили выступление | завершили выступление |
| Ана Рендон                                         | Женщины индивидуальное первенство | 649                   | 36                    | TPEЛэй Цяньин П 1–7   | завершила выступление  | завершила выступление | завершила выступление | завершила выступление | завершила выступление | завершила выступление |
| Сантьяго Арсила Ана Рендон                         | Микст команды                     | 1322                  | 15 Q                  | —                     | —                      | Германия · П 4–5      | завершили выступление | завершили выступление | завершили выступление | завершили выступление |

## Теннис
Колумбия получила одно место в личный турнир у женщин по рейтингу WTA.
| Спортсмен     | Дисциплина        | 1/32 финала                   | 1/16 финала                         | 1/8 финала                         | Четвертьфиналы        | Полуфиналы            | Финал / За 3 место    | Финал / За 3 место    |
| Спортсмен     | Дисциплина        | Соперник Счёт                 | Соперник Счёт                       | Соперник Счёт                      | Соперник Счёт         | Соперник Счёт         | Соперник Счёт         | Место                 |
| ------------- | ----------------- | ----------------------------- | ----------------------------------- | ---------------------------------- | --------------------- | --------------------- | --------------------- | --------------------- |
| Камила Осорио | Женщины одиночный | LATЕлена Остапенко В 6–4, 6–3 | UKRДаяна Ястремская В 7–6(7–4), 6–4 | USAДаниэль Коллинз П 0–6, 6–4, 3–6 | завершила выступление | завершила выступление | завершила выступление | завершила выступление |

## Триатлон
Колумбия получила одно в соревнования женщин в соответствии с Мировым индивидуальным рейтингом World Triathlon.
Личное
| Спортсмен         | Категория | Время             | Время     | Время             | Время     | Время       | Время   | Место |
| Спортсмен         | Категория | Плавание (1,5 км) | Переход 1 | Велосипед (40 км) | Переход 2 | Бег (10 км) | Всего   | Место |
| ----------------- | --------- | ----------------- | --------- | ----------------- | --------- | ----------- | ------- | ----- |
| Каролина Веласкес | Женщины   | 24.38             | 0.56      | 1:00.41           | 0.32      | 35.26       | 2:02.13 | 37    |

## Тяжёлая атлетика
Колумбия получила по два места в мужских и женских соревнованиях в соответствии с олимпийским рейтингом IWF.
| Спортсмен           | Категория        | Рывок     | Рывок | Толчок    | Толчок | Всего | Место |
| Спортсмен           | Категория        | Результат | Место | Результат | Место  | Всего | Место |
| ------------------- | ---------------- | --------- | ----- | --------- | ------ | ----- | ----- |
| Луис Хавьер Москера | Мужчины до 73 кг | 155       | 3     | 185       | 7      | 340   | 5     |
| Йейсон Лопес        | Мужчины до 89кг  | 180       | 2     | 210       | 3      | 390   | 2     |
| Енни Альварес       | Женщины до 59 кг | 105       | 3     | NM        | —      | DNF   | DNF   |
| Мари Санчес         | Женщины до 71 кг | 112       | 4     | 145       | 2      | 257   | 2     |

## Фехтование
Колумбия получил по рейтингу FEI одно индивидуальное место в мужской шпаге.
| Спортсмен            | Дисциплина    | Раунд 64      | Раунд 32                    | Раунд 16             | Четвертьфинал        | Полуфинал            | Финал / За 3 место   | Финал / За 3 место   |
| Спортсмен            | Дисциплина    | Соперник Счет | Соперник Счет               | Соперник Счет        | Соперник Счет        | Соперник Счет        | Соперник Счет        | Место                |
| -------------------- | ------------- | ------------- | --------------------------- | -------------------- | -------------------- | -------------------- | -------------------- | -------------------- |
| Джон Эдисон Родригес | Мужчины шпага | —             | EGYМохамед Эль-Сайед П 7–15 | завершил выступление | завершил выступление | завершил выступление | завершил выступление | завершил выступление |

## Футбол
Женская сборная Колумбии по футболу завоевало право участвовать в олимпийском турнире, заняв второе место на Кубке Америки 2022 года в Колумбии.
| Команда  | Соревнование   | Групповая стадия | Групповая стадия       | Групповая стадия | Групповая стадия | Четвертьфиналы           | Полуфиналы            | Финал / За 3 место    | Финал / За 3 место    |
| Команда  | Соревнование   | Соперник Счёт    | Соперник Счёт          | Соперник Счёт    | Место            | Соперник Счёт            | Соперник Счёт         | Соперник Счёт         | Место                 |
| -------- | -------------- | ---------------- | ---------------------- | ---------------- | ---------------- | ------------------------ | --------------------- | --------------------- | --------------------- |
| Колумбия | Женский турнир | Франция · П 2–3  | Новая Зеландия · W 2–0 | Канада · П 0–1   | 3 Q              | Испания · П 2–2 · 2–4ПЕН | завершили выступление | завершили выступление | завершили выступление |

### Женский турнир
Состав команды
Состав команды был объявлен 5 июля 2024 года.
Тренер:  Анхело Марсилья.
| №  | Позиция | Игрок               | Дата рождения / возраст   | Матчи | Голы | Клуб                     |
| -- | ------- | ------------------- | ------------------------- | ----- | ---- | ------------------------ |
| 1  | Вр      | Каталина Перес      | 8 ноябрь 1994 (29 лет)    |       |      | Вердер                   |
| 2  | Защ     | Мануэла Ванегас     | 9 ноябрь 2000 (23 лет)    |       |      | Реал Сосьедад            |
| 3  | Защ     | Даниела Ариас       | 31 август 1994 (29 лет)   |       |      | Коринтианс               |
| 4  | Защ     | Даниела Каракас     | 25 апрель 1997 (27 лет)   |       |      | Эспаньол                 |
| 5  | Защ     | Йирлейдис Минота    | 10 ноябрь 2002 (21 лет)   |       |      | Пачука                   |
| 6  | ПЗ      | Даниела Монтойя (К) | 22 август 1990 (33 лет)   |       |      | Атлетико Насьональ       |
| 7  | Нап     | Мануэла Пави        | 23 декабрь 2000 (23 лет)  |       |      | Депортиво Кали           |
| 8  | ПЗ      | Марсела Рестрепо    | 10 ноябрь 1995 (28 лет)   |       |      | Атлетико Насьональ       |
| 9  | Нап     | Майра Рамирес       | 25 март 1999 (25 лет)     |       |      | Челси                    |
| 10 | ПЗ      | Лейси Сантос        | 16 май 1996 (28 лет)      |       |      | Атлетико Мадрид          |
| 11 | Нап     | Каталина Усме       | 25 декабрь 1989 (34 лет)  |       |      | Пачука                   |
| 12 | Вр      | Катерине Тапиа      | 7 декабрь 1992 (31 лет)   |       |      | Палмейрас                |
| 13 | ПЗ      | Илана Искиердо      | 14 июнь 2002 (22 лет)     |       |      | Миссисипи Стейт Бульдогс |
| 14 | Защ     | Анхела Барон        | 18 сентябрь 2003 (20 лет) |       |      | Атлетико Насьональ       |
| 15 | ПЗ      | Лиана Саласар       | 16 сентябрь 1992 (31 лет) |       |      | Миллионариос             |
| 16 | Защ     | Хорелин Карабали    | 18 май 1997 (27 лет)      |       |      | Брайтон                  |
| 17 | Защ     | Каролина Ариас      | 2 сентябрь 1990 (33 лет)  |       |      | Америка де Кали          |
| 18 | Нап     | Линда Кайседо       | 22 февраль 2005 (19 лет)  |       |      | Реал Мадрид              |
| 22 | Вр      | Сандра Сепульведа   | 3 март 1988 (36 лет)      |       |      | Льянерос                 |

Групповой этап
| Поз | Команда        | И | В | Н | П | МЗ | МП | РМ | О | Квалификация     |
| --- | -------------- | - | - | - | - | -- | -- | -- | - | ---------------- |
| 1   | Франция (Х)    | 3 | 2 | 0 | 1 | 6  | 5  | +1 | 6 | Выход в плей-офф |
| 2   | Канада         | 3 | 3 | 0 | 0 | 5  | 2  | +3 | 3 | Выход в плей-офф |
| 3   | Колумбия       | 3 | 1 | 0 | 2 | 4  | 4  | 0  | 3 | Выход в плей-офф |
| 4   | Новая Зеландия | 3 | 0 | 0 | 3 | 2  | 6  | −4 | 0 |                  |

1. ↑  27 июля 2024 года Канада была лишена 6 очков на групповом этапе после скандала, связанного с незаконной слежкой с помощью дрона за официальной тренировкой Новой Зеландии накануне 1-го тура[2].

| Франция                   | 3:2     | Колумбия                   |
| ------------------------- | ------- | -------------------------- |
| Катото 6′, 42′ · Дали 18′ | (отчёт) | Усме 54′ (пен.) · Пави 64′ |

| Новая Зеландия | 0:2     | Колумбия                  |
| -------------- | ------- | ------------------------- |
|                | (отчёт) | Рестрепо 27′ · Сантос 72′ |

| Колумбия | 0:1     | Канада   |
| -------- | ------- | -------- |
|          | (отчёт) | Жиле 61′ |

Четвертьфинал
| Испания                                                      | 2:2 (доп. вр.) | Колумбия                              |
| ------------------------------------------------------------ | -------------- | ------------------------------------- |
| Эрмосо 79′ · Паредес 12′                                     | (отчёт)        | Рамирес 79′ · Сантос 52′              |
| Пенальти                                                     |                |                                       |
| - Кальдентей · Наварро · Паральюэло · Бонмати, АйтанаБонмати | 4:2            | - Усме · Ванегас · Салазар · Карабали |